# Porteranthus trifoliatus
Gillenia trifoliata là loài thực vật có hoa trong họ Hoa hồng. Loài này được (L.) Britton miêu tả khoa học đầu tiên năm 1894.

## Hình ảnh

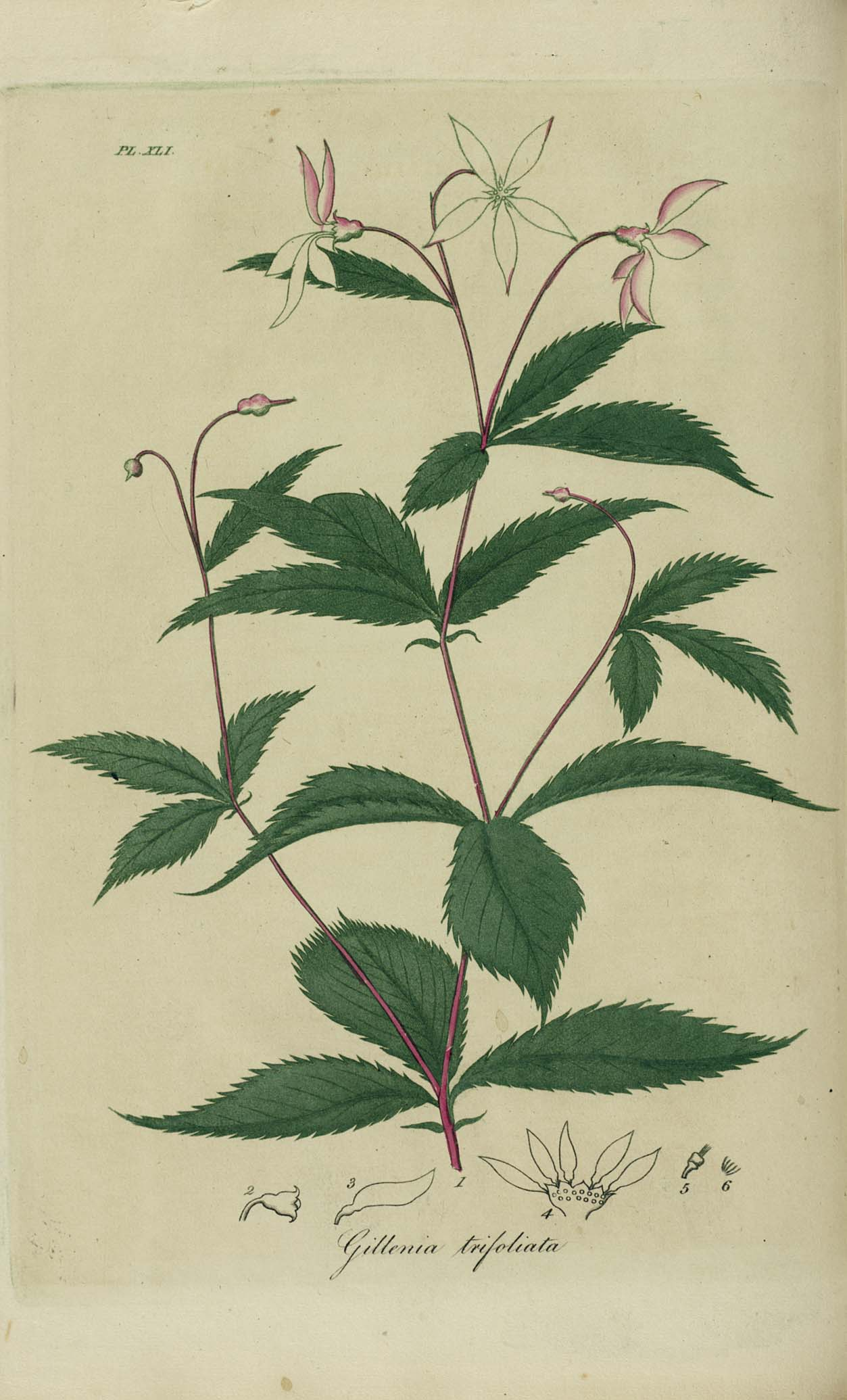
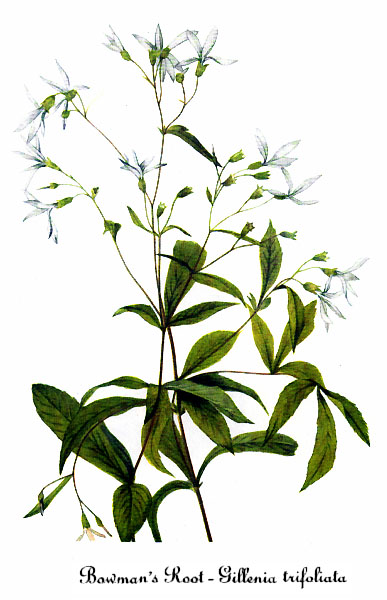
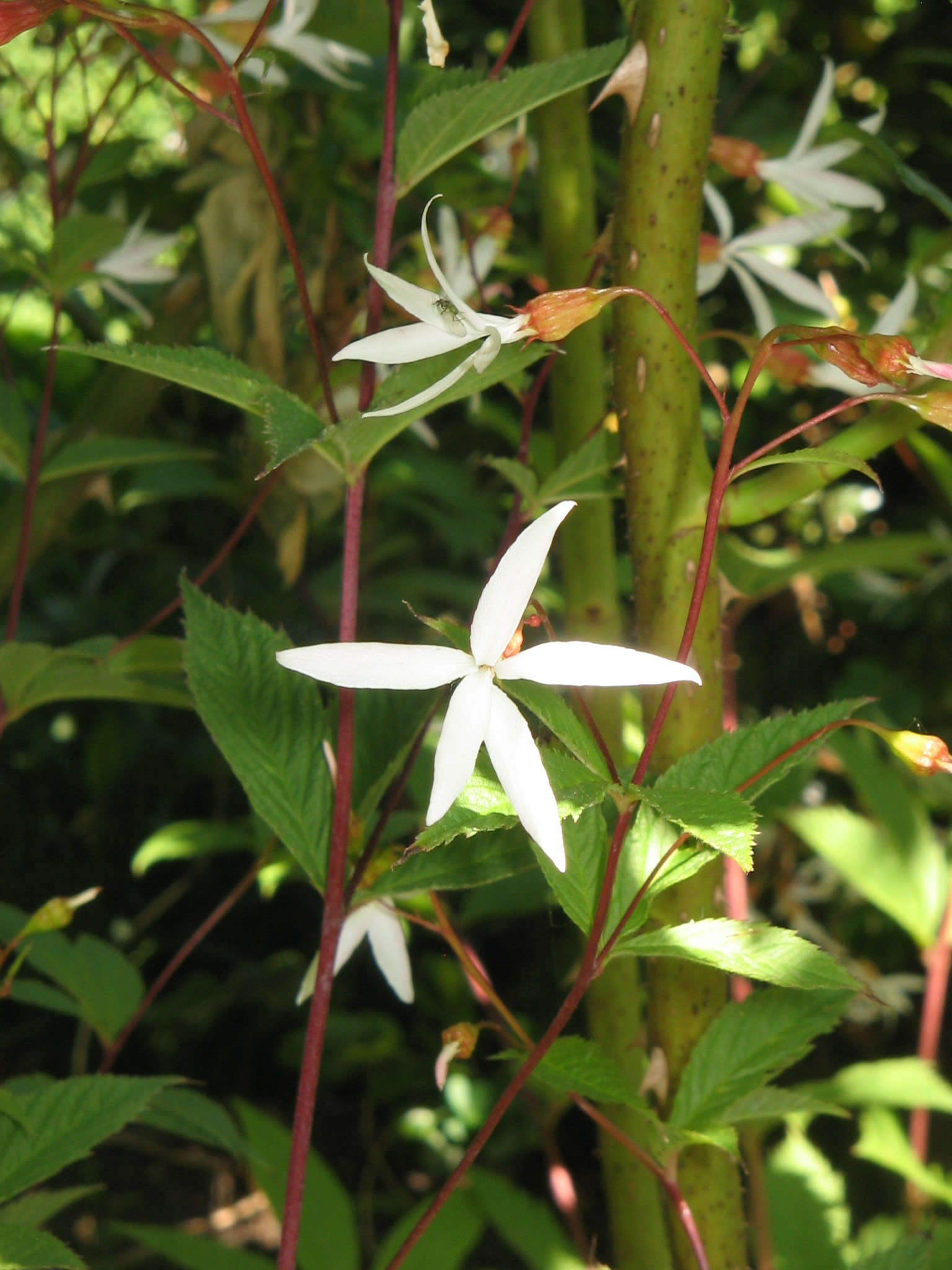
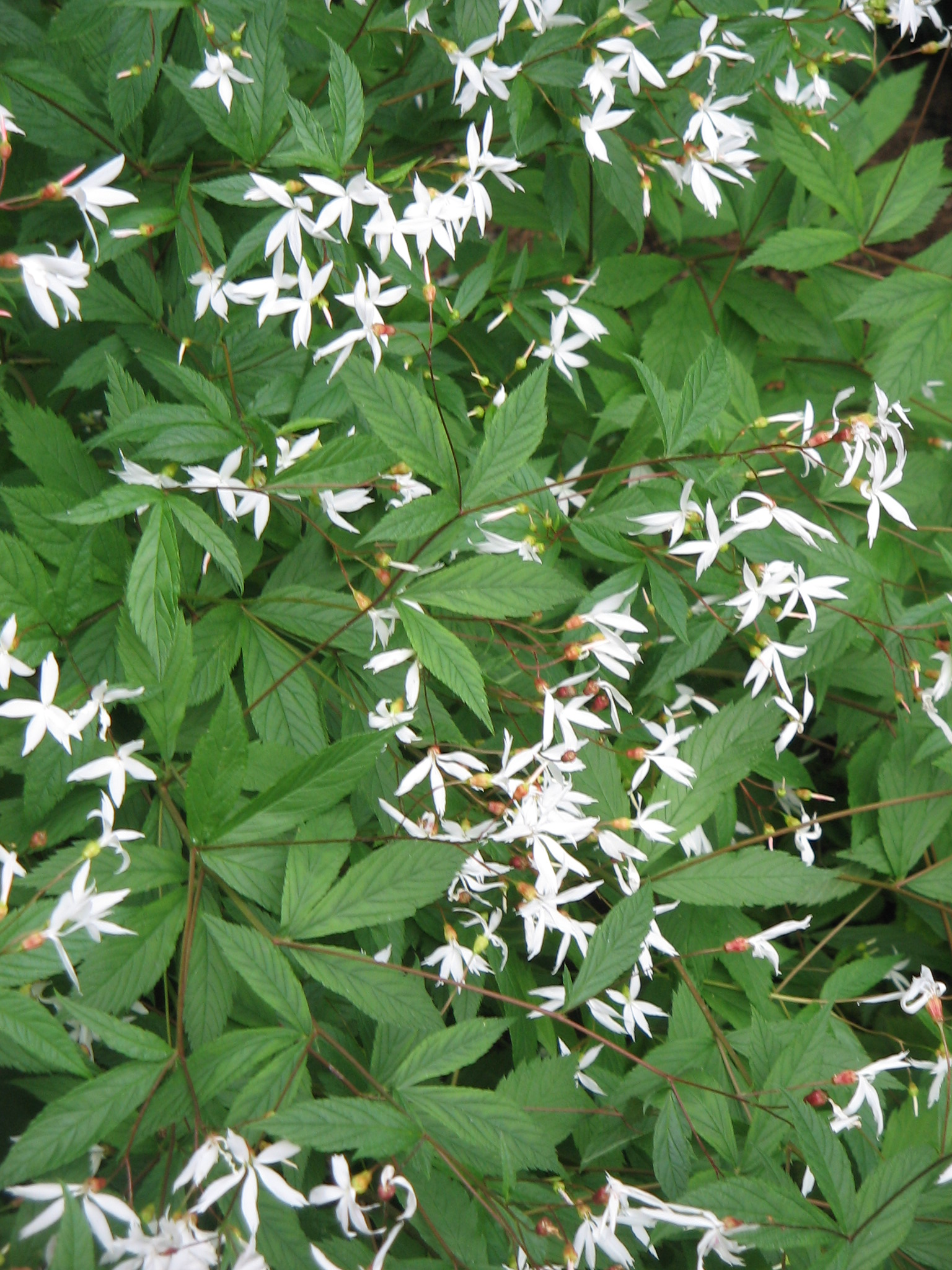